# Peter Scholze
Peter Scholze (Dresda, 11 dicembre 1987) è un matematico tedesco, conosciuto per il suo lavoro in geometria aritmetica. Per i suoi contributi, ha ricevuto il Clay Research Award nel 2014, il premio Cole per l'algebra nel 2015, la medaglia Fields nel 2018.
È considerato uno dei più importanti matematici in attività. È sposato con una collega matematica e ha una figlia.

## Biografia

### Istruzione
Scholze nacque a Dresda e crebbe a Berlino. Suo padre è un fisico, sua madre è informatica, mentre sua sorella ha studiato chimica. Frequentò il Gymnasium Heinrich Hertz nel quartiere Friedrichshain di Berlino, un gymnasium incentrato sullo studio della matematica e delle scienze. Da studente, Scholze partecipò alle Olimpiadi internazionali della matematica e vinse tre medaglie d'oro e una d'argento.
Studiò matematica all'Università di Bonn e completò la laurea triennale in tre semestri e successivamente la laurea magistrale in due. Conseguì il dottorato di ricerca nel 2012 sotto la supervisione di Michael Rapoport.

### Carriera
Dal luglio 2011 fino al 2016, Scholze è stato un Research Fellow dell'Istituto Clay nel New Hampshire. Nel 2012, poco dopo aver concluso il dottorato, diventò professore ordinario a Bonn all'età di 24 anni, il più giovane in Germania. Nell'autunno 2014, Scholze fu nominato Chancellor's Professor all'Università della California a Berkeley, dove tenne un corso sulla geometria p-adica. Nel 2018, fu nominato direttore dell'Istituto Max Planck per la matematica di Bonn.
Il campo di ricerca di Scholze è la teoria dei numeri nel quadro del programma Langlands. Fornì una nuova dimostrazione della corrispondenza di Langlands locale (dimostrata per la prima volta nel 2000 da Guy Henniart poi da Michael Harris e Richard Taylor). Nella sua tesi, introdusse una nuova tecnica, gli "spazi perfettoidi", che permette di ridurre problemi matematici sui corpi locali a caratteristiche miste a dei corpi con caratteristica unica. Un'applicazione è una generalizzazione del "teorema di quasi purezza" (in francese théorème de presque pureté) di Gerd Faltings nella teoria di Hodge p-adica. La sua tecnica condusse alla soluzione di un caso particolare della congettura del peso-monodromia di Pierre Deligne. In più, questa tecnica permette un'interpretazione geometrica di altri problemi; come per esempio nelle varietà di Shimura o degli spazi introdotti da Rapoport e Zink.